# Franciszek Diaz
Franciszek Díaz (hiszp. Francisco Díaz de Écija; chiń. 施方濟; pinyin Shī Fāngjì; ur. 12 października 1713 w Écija, zm. 28 października 1748 w Fuzhou) – święty Kościoła katolickiego, dominikanin, misjonarz, męczennik.

## Życiorys
Francis Diaz pochodził z biednej rodziny. Jego rodzicami byli Juan Diaz Fernandez i Isabel Maria Rincon. Został ochrzczony następnego dnia po urodzeniu. Już jako dziecko chciał jechać na misje do Chin. Wstąpił do zakonu dominikanów w Écija. Wkrótce po rozpoczęciu nauki zaczął mieć problemy zdrowotne (w tym z oczami) co znacznie utrudniało naukę. Jego przełożony zdecydował, że będzie tylko studiował teologię moralną.
W 1736 r. przybył do Manili. Do Chin udał się przez Makau i przybył do misji w Fujian w czasie niepokojów. Dostał pozwolenie na powrót do Manili, ale postanowił zostać na misji. W 1746 r. żołnierze poszukiwali go. Ponieważ nie mogli go znaleźć, zaczęli torturować kobiety katoliczki, ażeby zmusić je do wskazania jego kryjówki. Nie przyniosło to jednak oczekiwanych rezultatów. Mimo to Franciszek Diaz został w końcu schwytany i osadzony w więzieniu w Fuzhou 29 czerwca 1746 r. Został uduszony przed więzieniem 28 października 1748 r.

## Dzień wspomnienia
9 lipca w grupie 120 męczenników chińskich

## Proces beatyfikacyjny i kanonizacyjny
Został beatyfikowany 14 maja 1893 r. przez Leona XIII. Kanonizowany w grupie 120 męczenników chińskich 1 października 2000 r. przez Jana Pawła II.